# سیارک ۳۱۳۲۴
سیارک ۳۱۳۲۴ (به انگلیسی: 31324 Jirimrazek، نامگذاری:1998HR31) سی و یک هزار و سیصد و بیست و چهارمین سیارک کشف شده‌است که در ۲۷ آوریل ۱۹۹۸ کشف شد.